# Кем Гібсон
Кем Ґібсон (англ. Cameron "Cam" Gibson; нар. 14 серпня 1982) — новозеландський плавець.
Учасник Олімпійських Ігор 2004, 2008 років.
Призер Ігор Співдружності 2006 року.